# Work-Life-Balance (Comic)
Work-Life-Balance ist eine 2022 im Verlag Reprodukt erschienene Graphic Novel von Aisha Franz.

## Inhalt und Stil
Work-Life-Balance erzählt von drei jungen Menschen, Anita, Rex und Sandra, die am modernen Arbeitsleben scheitern und alle drei dieselbe Psychologin konsultieren. Diese ist wenig hilfreich und führt eher oberflächliche Gespräche mit ihren Klientinnen, während sie sich mit sich selbst beschäftigt und Tabletten verschreibt. Geldsorgen, Unterforderung am Arbeitsplatz, aber auch Enttäuschung über ausbleibende Erfolge werden ebenso thematisiert wie der Trend zu Selbstoptimierung und in der Arbeitswelt herrschende Machtstrukturen mit Ausbeutung, auch sexueller Ausbeutung.
Aisha Franz Figuren sind mit schnellen Strichen hingeworfen, sie zeichnen sich durch Gesichter mit Pausbacken und übergroße Schuhe aus. Digitale Zeichnungen werden von einzelnen handgemalten Seiten unterbrochen. Die einzelnen Panels sind durch dicke schwarze Rahmen getrennt. Typografischen Weißraum, oft auch Gap genannt, gibt es nicht.

## Rezeption
Rilana Kubassa urteilt im Tagesspiegel, Work-Life-Balance mache „eine unschöne Kehrseite des Millennial-Alltags sichtbar“ und sei „fesselnd, witzig, ironisch überspitzt und mit einem Hauch von Punk“. Zita Bereuter von Radio FM4 meint, die Figuren „könnte man von irgendwoher kennen“. Sie bestünden „aus persönlichen Ängsten und vielen Fragen“. Auf SWR3 beschreibt Silke Merten das Buch als komischen wie scharfsichtigen Comic.
Im Juli 2022 wurde Work-Life-Balance beim 20. Internationalen Comic-Salon in Erlangen als bester deutschsprachiger Comic mit dem Max-und-Moritz-Preis ausgezeichnet. In der Laudatio heißt es: „Mit satirischer Verve überzeichnet und seziert Aisha Franz diese Stereotypen [ihrer mit Klischees ausgestatteten Protagonisten]. Ihre Erzählweise ist rasant, die Zeichnungen sind stilisiert, dynamisch, voll schräger Details und wunderbar koloriert. „Work-Life-Balance“ ist ein mitreißendes Vergnügen, in dem Zeitkritik, Satire und die Lust am Erzählen perfekt ausbalanciert sind.“